# Frédérique Jossinet
Frédérique Jossinet (Rosny-sous-Bois, 16 de diciembre de 1975) es una deportista francesa que compitió en judo.
Participó en los Juegos Olímpicos de Atenas 2004, obteniendo una medalla de plata en la categoría de –48 kg. Ganó cuatro medallas en el Campeonato Mundial de Judo entre los años 2003 y 2009, y nueve medallas en el Campeonato Europeo de Judo entre los años 2001 y 2011.

## Palmarés internacional
| Juegos Olímpicos   | Juegos Olímpicos        | Juegos Olímpicos  | Juegos Olímpicos |
| Año                | Lugar                   | Medalla           | Categoría        |
| ------------------ | ----------------------- | ----------------- | ---------------- |
| 2004               | Atenas (Grecia)         | Medalla de plata  | –48 kg           |
| Campeonato Mundial |                         |                   |                  |
| Año                | Lugar                   | Medalla           | Categoría        |
| 2003               | Osaka (Japón)           | Medalla de plata  | –48 kg           |
| 2005               | El Cairo (Egipto)       | Medalla de plata  | –48 kg           |
| 2007               | Río de Janeiro (Brasil) | Medalla de bronce | –48 kg           |
| 2009               | Róterdam (Países Bajos) | Medalla de bronce | –48 kg           |
| Campeonato Europeo |                         |                   |                  |
| Año                | Lugar                   | Medalla           | Categoría        |
| 2001               | París (Francia)         | Medalla de oro    | –48 kg           |
| 2002               | Maribor (Eslovenia)     | Medalla de oro    | –48 kg           |
| 2004               | Bucarest (Rumania)      | Medalla de bronce | –48 kg           |
| 2005               | Róterdam (Países Bajos) | Medalla de plata  | –48 kg           |
| 2006               | Tampere (Finlandia)     | Medalla de bronce | –48 kg           |
| 2007               | Belgrado (Serbia)       | Medalla de bronce | –48 kg           |
| 2008               | Lisboa (Portugal)       | Medalla de plata  | –48 kg           |
| 2009               | Tiflis (Georgia)        | Medalla de oro    | –48 kg           |
| 2011               | Estambul (Turquía)      | Medalla de bronce | –48 kg           |